# Rigole du diable
Pour l’article homonyme, voir La Rigole du diable .

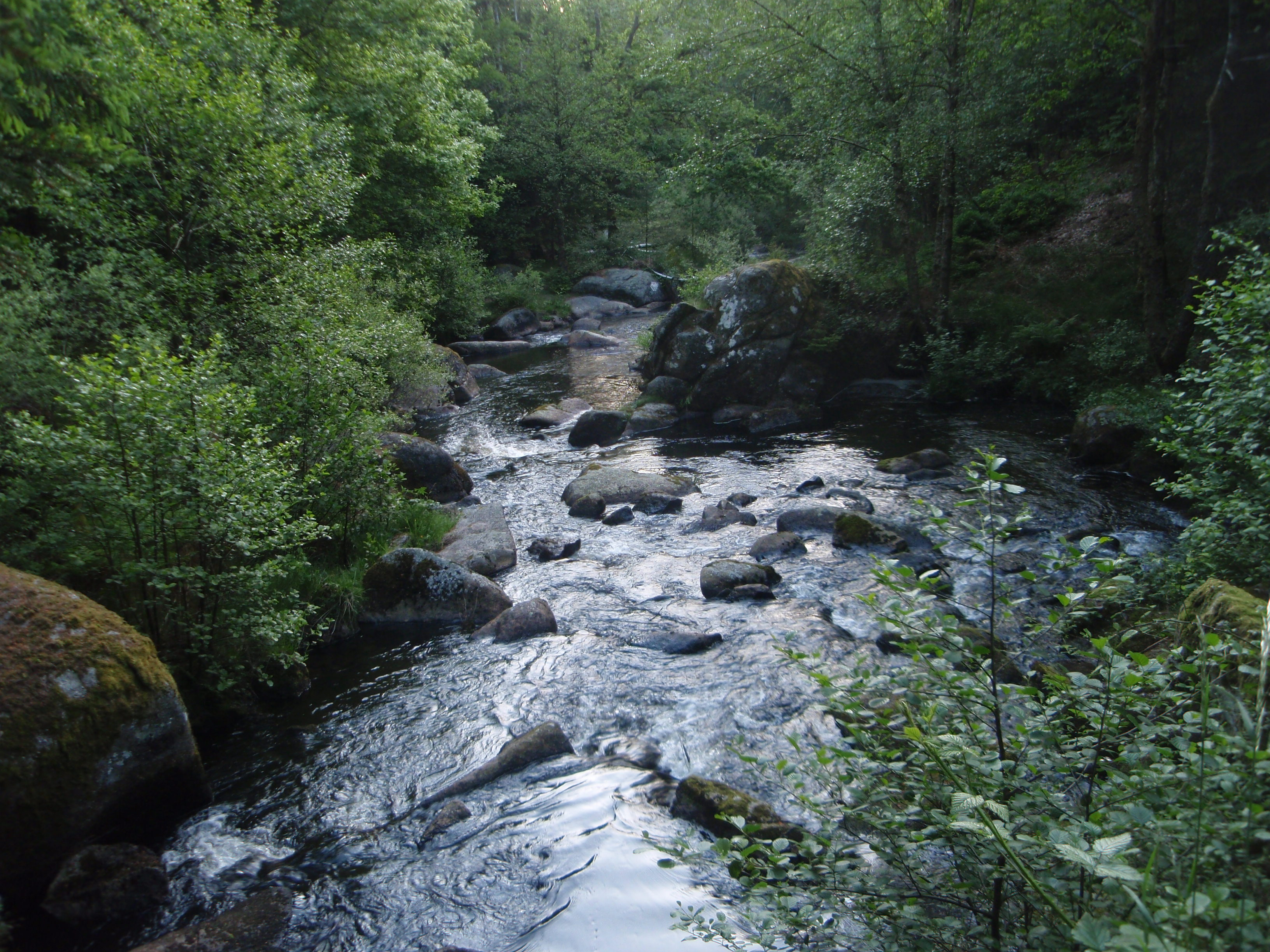
La Rigole du diable (juin 2009)

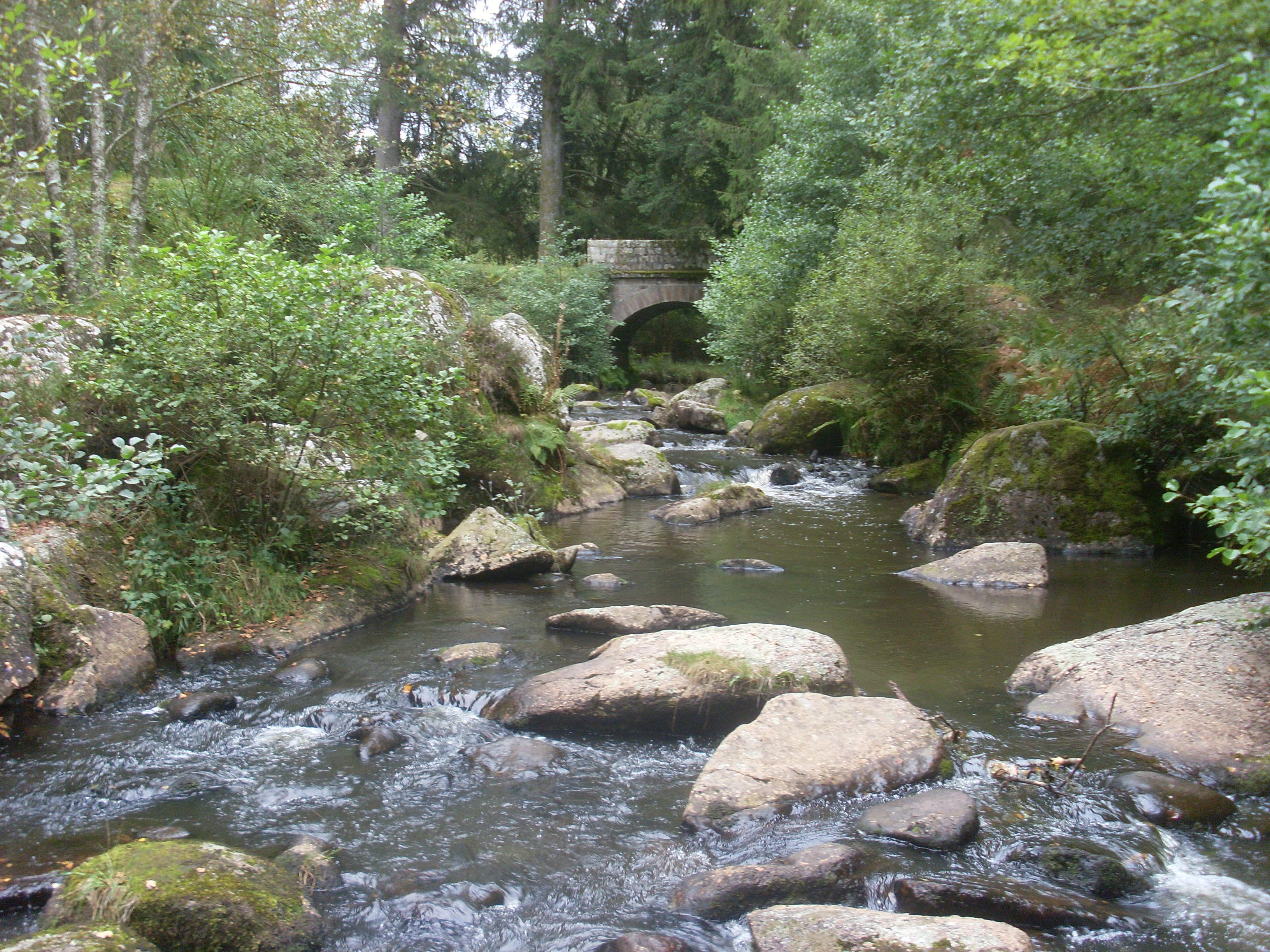
Le Taurion

La Rigole du diable est un lieu géographique situé dans le département de la Creuse dans la Vallée du Thaurion ou Taurion sur les communes de Royère-de-Vassivière et de Le Monteil-au-Vicomte. 

## Aspects naturalistes
On y trouve des amas granitiques qui ont été formés par érosion, comme dans d'autres endroits du département, notamment les pierres jaumâtres à Toulx-Sainte-Croix.

## Autres
Le nom est dû à diverses légendes et on verrait la trace du sabot du diable sur une des pierres des amas granitiques appelée le Rocher du diable.
La Rigole du diable est un site de pratique du Canoe-Kayak, avec un parcours très difficile et engagé sur environ 800 m.